# Gehennah
Gehennah ist eine schwedische Thrash-Metal-Band aus Forshaga, die 1992 unter dem Namen Gehenna gegründet wurde, sich 2008 auflöste und seit 2011 wieder aktiv ist.

## Geschichte
Die Band wurde im Jahr 1992 als Venom-Coverband unter dem Namen Gehenna gegründet. Kill, das erste Demo, wurde 1993 veröffentlicht. 1994 schloss sich ein zweites Demo an. Das Debütalbum erschien im Jahr 1995 bei Primitive Art Records unter dem Namen Hardrocker. Hierauf hat Micke „Hellcop“ Birgersson den Schlagzeuger Rickard „Captain Cannibal“ ersetzt. Nach einem Wechsel zu Osmose Productions wurde 1996 das zweite Album King of the Sidewalk veröffentlicht. Danach schlossen sich Auftritte an, wobei auch eine Tournee mit Impaled Nazarene abgehalten wurde. Als Nächstes folgte 1997 das Album Decibel Rebel. In der folgenden Zeit wurden kaum Tonträger veröffentlicht, erst 2003 erschien die EP 10 Years of Fucked Up Behaviour. Im Jahr 2008 kam es zur Auflösung der Band, ehe sie sich 2011 wieder zusammenfand. Im Jahr 2014 publizierte die Band, mittlerweile bestehend aus dem Sänger Stefan „Mr. Violence“ Mitander, dem Gitarristen Robert Fjällsby aka „Rob Stringburner“, dem Schlagzeuger Micke „Hellcop“ Birgersson und dem Bassisten Kalle Sundin aka „Charley Knuckleduster“, die EP Metal Police, wodurch sie einen Vertrag bei Metal Blade Records erreichte. Bei diesem Label wurde Anfang 2015 die EP wiederveröffentlicht, wobei zwei Lieder, die bei diesen Aufnahmen auch entstanden waren, und sechs neu aufgenommene Lieder aus den 1990er Jahren als Bonus enthalten sind. Im selben Jahr war die Band unter anderem auf dem Party.San und dem Eindhoven Metal Meeting zu sehen. Im Februar des folgenden Jahres schloss sich das Album Too Loud to Live, Too Drunk to Die an. Die Aufnahmen hierzu hatten im Studio Cobra in Stockholm mit dem Produzenten Martin Eherencrona stattgefunden.

## Stil
Laut James Christopher Monger von Allmusic spielt die Band eine Mischung aus Rock und Thrash Metal und lasse sich zwischen Motörhead und Venom einordnen. Auf metalblade.com werden Venom, Bathory und Motörhead als Einflüsse angegeben. Daniel Ekeroth schrieb in seinem Buch Schwedischer Death Metal, dass die Band „[n]icht wirklich Death Metal, eher eine Retro-Band, die stark nach Venom klingt“, sei. Janne Stark bezeichnete in seinem Buch The Heaviest Encyclopedia of Swedish Hard Rock and Heavy Metal Ever! die Musik als schnelle und direkte Mischung aus Punk, Metal und Hardcore Punk, mit Gesang, der sich am Death Metal orientiere. Die Band selbst nenne ihre Musik „Blood Metal“. Die Texte würden von Bier, Huren, Horror und Gewalt handeln. Musikalisch ähnele man stark den frühen Venom. Martin Popoff rezensierte in seinem Buch The Collector’s Guide of Heavy Metal Volume 3: The Nineties das Album Decibel Rebel. Die Gruppe spiele hierauf Retro-Thrash-Metal im Stil von Venom und Warfare und werde durch Bands wie Sodom, Iron Angel, Living Death und Tankard ergänzt. Im Interview mit Aoife von moshville.co.uk gab Stefan Mitander an, dass Bathory und andere Bands aus Großbritannien und Deutschland Einflüsse von Gehennah sind.
In seiner Rezension zu King of the Sidewalk schrieb Rock-Hard-Redakteur Frank Albrecht, dass hierauf eine Mischung aus Venom, Motörhead und Bulldozer enthalten ist. Die meisten Songs seien in „sehr flottem Tempo mit einem Minimum an spielerischer Präzision“. In einem späteren Interview mit Andreas Schiffmann, ebenfalls vom Rock Hard, gab Mitander an, dass Motörhead zu den größten Einflüssen zählt. Eine Ausgabe zuvor hatte Thomas Kupfer Too Loud to Live, Too Drunk to Die rezensiert. Das Album sei weder lyrisch noch musikalisch anspruchsvoll. Die Musik klinge durch Tank sowie durch alte Motörhead, Bathory und Venom beeinflusst.
Matthias Weckmann vom Metal Hammer schrieb in seiner Rezension zu King of the Sidewalk, dass hierauf Musik wie zur NWoBHM-Zeit zu hören ist und mittlerweile nicht mehr zeitgerecht sei. Björn Friedetzky rezensierte in einer späteren Ausgabe Decibel Rebel und stellte fest, dass es hierauf Musik mit „straighten Melodien, roh-schleifenden Spannungsbögen und abwechslungsvollen Sonstrukturen“ gebe. Zudem gebe es „eine Mischung aus schwitzendem Rock und groovigem Metal“ und die Musik sei mit der von Bands wie The Hellacopters, Blackshine und Entombed vergleichbar. Auch Marc Halupczok, ebenfalls vom Metal Hammer, ordnete die Band in seiner Rezension zu Too Loud to Live, Too Drunk to Die zwischen Venom und Motörhead ein, wobei kaum ein Lied die Drei-Minuten-Marke überschreite. Die Songs seien simpel und eingängig sowie „rau und unpoliert“, mit einem Gesang, der bellend und „versoffener“ denn je klinge.

## Diskografie
- 1993: Kill (Demo, Eigenveröffentlichung)
- 1994: Brilliant Loud Overlords of Destruction (Demo, Eigenveröffentlichung)
- 1995: Hardrocker (Album, Primitive Art Records)
- 1995: No Fucking Christmas! (EP, Primitive Art Records)
- 1995: Hell Beer (Advancetape '95) (Demo, Primitive Art Records)
- 1996: King of the Sidewalk (Album, Osmose Productions)
- 1997: Decibel Rebel (Album, Osmose Productions)
- 1997: Headbangers Against Disco Vol. 1 (Split mit Sabbat, Bestial Warlust und Infernö, Osmose Productions)
- 1998: Rise and Shine / Gehennah (Split mit Rise and Shine, Primitive Art Records)
- 2002: 10 Years of Fucked Up Behaviour (EP, Bad Taste Entertainment)
- 2014: Metal Police (EP, Lightning Records)
- 2016: Too Loud to Live, Too Drunk to Die (Album, Metal Blade Records)